# Aaron Tshibola
Aaron Tshibola, né le 2 janvier 1995 à Newham (Angleterre), est un footballeur international congolais qui évolue au poste de milieu de terrain au PAS Lamía.
Il possède également la nationalité britannique. Son nom de Tshibola est originaire des balubas (Région du Kasaï) RDC

## Biographie

### En club
Formé au Reading FC, Aaron Tshibola participe à son premier match au niveau professionnel en entrant en cours de jeu face à Nottingham Forest le 23 août 2014 (défaite 4-0).
Le 2 janvier 2015, il est prêté pour un mois à Hartlepool United, qui évolue en D4 anglaise. Ce prêt est finalement prolongé jusqu'à la fin de la saison et Tshibola retourne à Reading en mai 2015 après avoir disputé vingt-trois matchs. De retour à Reading, Aaron Tshibola prend part à seize matchs toutes compétitions confondues lors de la saison 2015-2016.
Le 10 juillet 2016, le milieu de terrain s'engage pour cinq ans avec Aston Villa. Le 7 août suivant, il joue son premier match sous le maillot de Villa à l'occasion d'un match de Championship face à Sheffield Wednesday (défaite 1-0). Le 24 septembre 2016, il marque son premier but avec Aston Villa contre Newcastle United (1-1).
Peu utilisé pendant la première partie de saison 2016-2017 (dix matchs toutes compétitions confondues), Tshibola est cédé en prêt pour cinq mois à Nottingham Forest le 30 janvier 2017. Il ne joue que quatre rencontres en l'espace de cinq mois sous le maillot des Reds.
Le 27 juillet 2017, Tshibola est prêté pour une saison à Milton Keynes Dons, qui évolue en D3 anglaise. Jugé décevant par le staff technique de MK Dons, Tshibola fait finalement son retour à Aston Villa début novembre 2017.
Le 29 janvier 2018, Aaron Tshibola est de nouveau prêté par Aston Villa, cette fois au club écossais du Kilmarnock FC pour une durée de six mois. Le 10 février suivant, il inscrit son premier but avec Kilmarnock contre le Brora Rangers FC en Coupe d'Écosse (4-0). Il inscrit un but en quatorze matchs avant de réintégrer l'effectif d'Aston Villa à l'issue de la saison.
Le 30 août 2018, il est de nouveau prêté au Kilmarnock FC, cette fois pour une durée d'une saison. Il inscrit un but en vingt-neuf matchs sous le maillot du club écossais.
Le 29 août 2019, Tshibola quitte Aston Villa pour Waasland-Beveren.

### En sélection

#### Avec les équipes d'Angleterre jeunes
Né en Angleterre et possédant des origines congolaises, Aaron Tshibola est éligible pour porter les couleurs des deux sélections.
Le 5 mars 2013, il porte les couleurs de l'équipe d'Angleterre des moins de 18 ans face à la Belgique, son unique sélection avec les Trois Lions.

#### Avec la République Démocratique du Congo
En mars 2017, il est convoqué pour la première fois avec la sélection congolaise mais il n'entre pas en jeu.
Le 27 mars 2018, Tshibola honore sa première sélection avec la République démocratique du Congo à l'occasion d'un match amical face à la Tanzanie (défaite 2-0).
Cependant en raison de problèmes administratifs il ne peut jouer un match officiel n'ayant pas reçu le feu vert de la FIFA. C'est pour cette raison qu'il manque la CAN 2019.Ce n'est que 5 ans plus tard qu'il peut enfin jouer avec la sélection. Il est convoqué par le nouveau sélectionneur Sébastien Desabre pour la double confrontation face à la Mauritanie en mars 2023 dans le cadre des qualifications à la CAN 2024 (victoire 3-1 puis nul 1-1). Le 18 juin 2023, il marque son premier but en sélection face au Gabon lors de ces mêmes éliminatoires (succès 0-2). Cette victoire permet aux congolais de se relancer dans son groupe de qualification.
Le 27 décembre 2023, il est retenu dans la liste des vingt-quatre joueurs congolais sélectionnés par Sébastien Desabre pour disputer la Coupe d'Afrique des nations 2023.

## Statistiques
| Saison                | Club                     | Championnat             | Championnat | Championnat | Coupe(s) nationale(s) | Coupe(s) nationale(s) | RD Congo | RD Congo | Total | Total |
| Saison                | Club                     | Division                | M.          | B.          | M.                    | B.                    | M.       | B.       | M.    | B.    |
| 2014-2015             | Reading FC               | Championship            | 1           | 0           | -                     | -                     | -        | -        | 1     | 0     |
| 2015-2016             | Reading FC               | Championship            | 12          | 0           | 4                     | 0                     | -        | -        | 16    | 0     |
| Sous-total            | Sous-total               | Sous-total              | 13          | 0           | 4                     | 0                     | -        | -        | 17    | 0     |
| 2014-2015             | Hartlepool United (prêt) | League Two              | 23          | 0           | -                     | -                     | -        | -        | 23    | 0     |
| Sous-total            | Sous-total               | Sous-total              | 23          | 0           | -                     | -                     | -        | -        | 23    | 0     |
| 2016-2017             | Aston Villa              | Championship            | 8           | 1           | 2                     | 0                     | -        | -        | 10    | 1     |
| Sous-total            | Sous-total               | Sous-total              | 8           | 1           | 2                     | 0                     | -        | -        | 10    | 1     |
| 2016-2017             | Nottingham Forest (prêt) | Championship            | 4           | 0           | -                     | -                     | -        | -        | 4     | 0     |
| 2017-2018             | MK Dons (prêt)           | League One              | 12          | 0           | 4                     | 1                     | -        | -        | 16    | 1     |
| 2017-2018             | Kilmarnock FC (prêt)     | Scottish Premier League | 12          | 0           | 2                     | 1                     | 1        | 0        | 15    | 1     |
| 2018-2019             | Kilmarnock FC (prêt)     | Scottish Premier League | 27          | 1           | 2                     | 0                     | -        | -        | 29    | 1     |
| Sous-total            | Sous-total               | Sous-total              | 55          | 1           | 8                     | 2                     | 1        | 0        | 64    | 3     |
| 2019-2020             | Waasland-Beveren         | Jupiler Pro League      | 8           | 0           | 1                     | 0                     | -        | -        | 9     | 0     |
| Sous-total            | Sous-total               | Sous-total              | 8           | 0           | 1                     | 0                     | -        | -        | 9     | 0     |
| 2019-2020             | CD Aves                  | Primeira Liga           | 4           | 0           | -                     | -                     | -        | -        | 4     | 0     |
| Sous-total            | Sous-total               | Sous-total              | 4           | 0           | -                     | -                     | -        | -        | 4     | 0     |
| 2020-2021             | Kilmarnock FC            | Scottish Premier League | 8           | 1           | -                     | -                     | -        | -        | 8     | 1     |
| Sous-total            | Sous-total               | Sous-total              | 8           | 1           | -                     | -                     | -        | -        | 8     | 1     |
| Total sur la carrière | Total sur la carrière    | Total sur la carrière   | 119         | 3           | 15                    | 2                     | 1        | 0        | 135   | 5     |